# Alburnoides
Alburnoides is een geslacht van straalvinnige vissen uit de familie van eigenlijke karpers (Cyprinidae).

## Soorten
- Alburnoides bipunctatus (Bloch, 1782) (Gestippelde alver)
- Alburnoides coadi (Mousavi-Sabet, Vatandoust & Doadrio, 2015)
- Alburnoides damghani (Roudbar, Eagderi, Esmaeili, Coad & Bogutskaya, 2016)
- Alburnoides devolli Bogutskaya, Zupančič & Naseka, 2010
- Alburnoides diclensis (Turan, Bektaş, Kaya & Bayçelebi, 2016)
- Alburnoides eichwaldii (De Filippi, 1863)
- Alburnoides emineae Turan, Kaya, Ekmekçi & Doğan, 2014
- Alburnoides fangfangae Bogutskaya, Zupančič & Naseka, 2010
- Alburnoides fasciatus (Nordmann, 1840)
- Alburnoides gmelini Bogutskaya & Coad, 2009
- Alburnoides holciki Coad & Bogutskaya, 2012
- Alburnoides idignensis Bogutskaya & Coad, 2009
- Alburnoides kubanicus Bănărescu, 1964
- Alburnoides manyasensis Turan, Ekmekçi, Kaya & Güçlü, 2013
- Alburnoides namaki Bogutskaya & Coad, 2009
- Alburnoides nicolausi Bogutskaya & Coad, 2009
- Alburnoides oblongus Bulgakov, 1923
- Alburnoides ohridanus (Karaman, 1928)
- Alburnoides parhami Mousavi-Sabet, Vatandoust & Doadrio, 2015
- Alburnoides petrubanarescui Bogutskaya & Coad, 2009
- Alburnoides prespensis (Karaman, 1924)
- Alburnoides qanati Coad & Bogutskaya, 2009
- Alburnoides recepi Turan, Kaya, Ekmekçi & Doğan, 2014
- Alburnoides samiii Mousavi-Sabet, Vatandoust & Doadrio, 2015
- Alburnoides tabarestanensis Mousavi-Sabet, Anvarifar & Azizi, 2015
- Alburnoides taeniatus (Kessler, 1874)
- Alburnoides varentsovi Bogutskaya & Coad, 2009
- Alburnoides velioglui Turan, Kaya, Ekmekçi & Doğan, 2014